# Татула
Та́тула (лит. Tatula) — река в Литве, протекает по территории Купишкского, Биржайского и Пасвальского районов Паневежского уезда на севере страны. Правый приток нижней Муши.
Длина реки составляет 65 км. Площадь водосборного бассейна — 453 км². Средний уклон — 0,73 м/км. Средний расход воды в устье — 3,16 м³/с.
Татула является одним из основных притоков Муши. Начинается Татула около деревни Чипенай, в 9 км к востоку от Вабальнинкаса. В верховье до деревни Бядаляй течёт на юго-запад, потом поворачивает на северо-запад, в низовье после Пабирже преобладающим направлением течения вновь становится юго-запад. Впадает в Мушу около деревни Раубонис, где Татулу пересекает автомагистраль A10.
Притоки:
- левые: Вирснис, Упите, Юодляпше;
- правые: Юодупе, Смардоне[2].